# Ibrahim Khalil Juma
Ibrahim Khalil Juma (ar. ابراهيم خليل جمعة; ur. w 1957) – iracki zapaśnik walczący w stylu wolnym. Olimpijczyk z Moskwy 1980, gdzie zajął czternaste  miejsce w wadze półśredniej.
Mistrz arabski w 1983 roku.

## Letnie Igrzyska Olimpijskie 1980
| Konkurencja      | Rundy eliminacyjne        | Rundy eliminacyjne        | Klas. końcowa |
| Konkurencja      | Przeciwnik I              | Przeciwnik II             | Miejsce       |
| ---------------- | ------------------------- | ------------------------- | ------------- |
| 79 kg styl wolny | Ryszard Ścigalski (POL) P | Dżamcyn Dawaadżaw (MGL) P | 14.           |